# Твила
Твила (ивр. טבילה‎) в иудаизме — ритуальное очищение посредством омовения в микве, которое также является неотъемлемой частью гиюра. Твила послужила основой для христианской практики крещения.
В мессианском иудаизме — омовение новообращённых после признания Иисуса Мессией и обряда посвящения.
Прозвище Иоанна «Креститель» — на греческом баптист (βαπτιστὴς — «погружающий в воду»).